# Urvaste (Rae)
Pour l’article homonyme, voir Urvaste.
Urvaste est un village de la commune de Rae du comté de Harju en Estonie.
Au 31 décembre 2011, il compte 54 habitants.